# Албанці в Болгарії

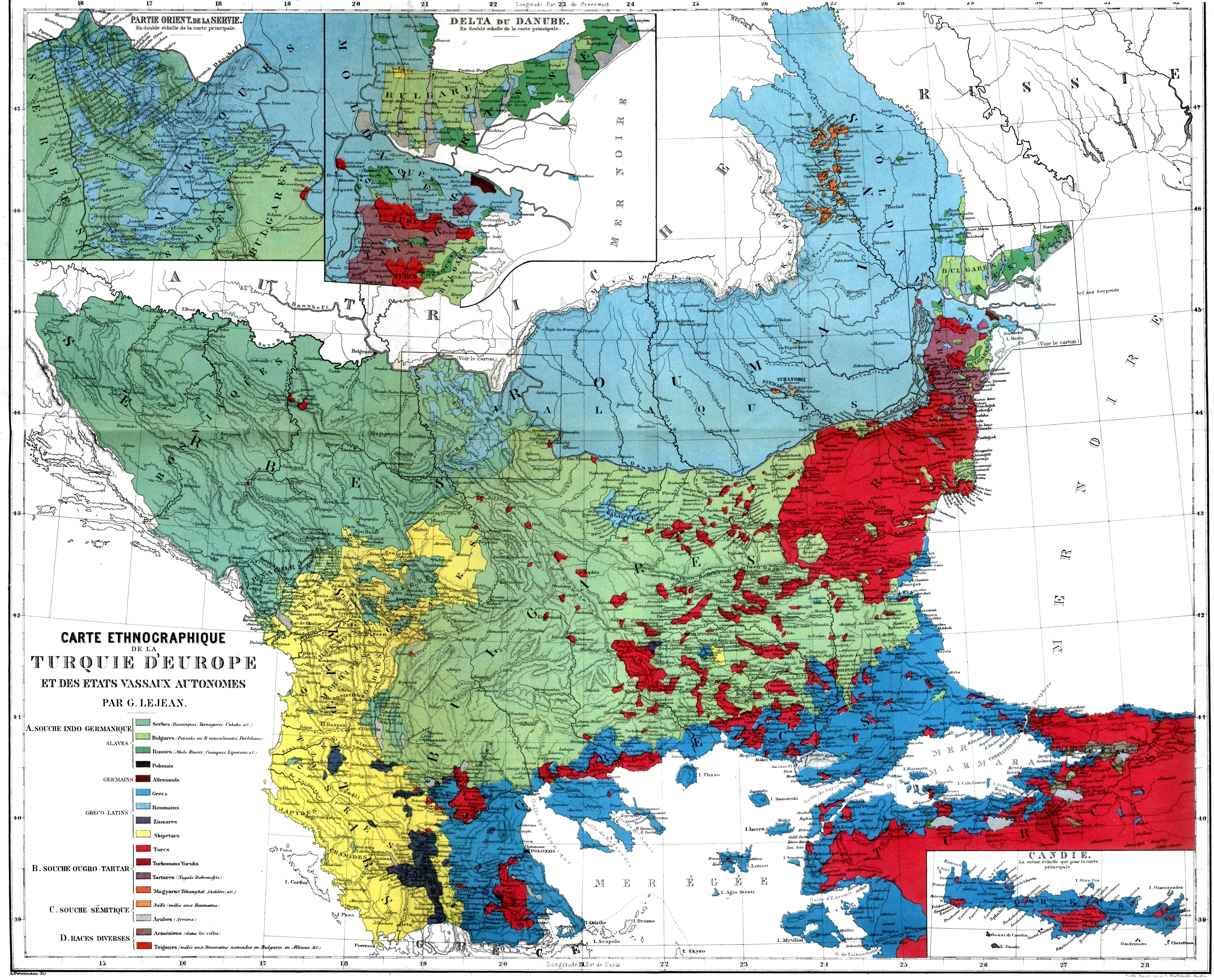
Етнічна карта Балкан 1861 року, автор Г. Лежан. Мапа також представляє невелику територію на схід від сучасного Асеновграда, населену албанською громадою.

Албанці (болг. албанци, албанці) — етнічна меншина в Болгарії (алб. Bullgaria). Хоча за переписом 2011 року їх було лише 220, їх кількість на болгарських землях у минулому була значно більшою. Між XV і XVII століттями групи албанців (як римо-католиків, так і православних за віросповіданням) оселилися в багатьох частинах сучасної північної Болгарії, з менш численною групою поселенців у південній Фракії. Згодом вони були повністю асимільовані в сусідніх болгарських громадах.

## Історія

### Середньовіччя
Лека, лідер павликіян у Пловдиві XI століття, можливо, є першим середньовічним албанцем, згаданим під його іменем. Свідоцтво албанця-павликіянина свідчить про те, що серед албанських спільнот було популярне павликіянство. Топоніміка між Софією та Пловдивом у X та XI століттях вказує на те, що (прото-)албанське населення мігрувало зі своїх рідних земель на східні Балкани ще до часу Леки. Проторумунські топоніми в Болгарії зустрічаються близько до протоалбанських топонімів і назв у тих самих регіонах. Їхня географічна близькість пояснюється їхньою спільною міграцією до Болгарії в ранньому середньовіччі як популяції пастухів із великої території від північної Албанії до центральних Балкан. Одними з перших албанських поселенців у сучасній Болгарії були римо-католицькі шахтарі в Копиловці, провінція Монтана, селі неподалік від більшого гірничого центру Чипровці. Копиловці заселені в XV—XVII ст.; католицький костел збудовано на початку XVII ст.. На відміну від католицького населення інших сіл краю, жителі Копиловців були албанського походження. 1626 року архієпископ Бара П'єр Мазреку стверджує, що частина болгарських католиків є албанцями (Albanesi), саксами та павликіянами. За словами болгарського єпископа Петра Богдана, у 1640 році в Копиловці було 1200 католиків албанського походження, які все ще розмовляли албанською мовою. В іншому звіті за 1647 рік Петар Богдан також перераховує 1200 албанців-католиків у Копиловцях, але зазначає, що вони замість цього почали використовувати слов'янську мову. До 1658 року Петар Богдан зазначає, що понад 1500 албанців у Копиловці розмовляли болгарською мовою і зберегли лише деякі сліди своєї оригінальної мови. З придушенням Чипровецького повстання 1688 року Копиловці, як і Чипровці, знелюдніли.
Албанське поселення в північній Болгарії не обмежувалося католиками — у листі 1595 року до принца Трансільванії рагузький купець Павел Георгич зазначає, що «в Болгарії є багато сіл, населених албанцями, звідки можна зібрати 7000 хоробрих і добре навчених чоловіків». У тому ж листі Джорджич стверджує, що 1500 албанців жили поблизу Тирново.
Дійсно, топонім Арбанаси, село поблизу міста Тирново, є натяком на албанське поселення в регіоні. Арбанаси було заселено (або повторно заселено) наприкінці XV століття і як адміністративно автономне село в Османській імперії привернуло багато поселенців. Існує теорія, що першими поселенцями були приблизно 100—200 албанців, яких привезли туди під час походів Баязида II в Албанію. Ці поселенці в наступні століття були поступово еллінізовані та болгаризовані.
Інші місця на півночі Болгарії, де наполегливо припускають албанську присутність, це Червена Вода поблизу Русе, Пороіште поблизу Разграда, Добрина поблизу Провадії та Девня поблизу Варни. Албанці зареєстровані в сучасній болгарській столиці Софії з початку XVII ст.; інші можливі колонії на південь від Балканських гір включали Горно-Арбанаси та Долно-Арбанаси поблизу Асеновграда. Найвідомішим албанським селом у болгарській Фракії є Мандриця поблизу Івайловграда, яке було заселене в першій половині XVII століття переселенцями з околиць Корчі. У 1718 році була збудована церква. Свого демографічного розквіту село досягло перед Балканськими війнами; у 1912 році — 1879 осіб.

### Післявизвольна діяльність
Після звільнення Болгарії від османського панування в 1878 році багато албанців прибули до країни як політичні іммігранти. Патріотична організація албанців Болгарії «Туга» була створена 1 січня 1893 року в Софії та налічувала спочатку 53 члени. Незабаром після цього була заснована албанськомовна друкарня; окрім календарів і газет, друкарня видавала важливі патріотичні твори національного відродження Албанії, зокрема публікації братів Наїма Фрашері та Самі Фрашері. Зокрема, текст національного гімну Албанії, «Гімн прапору» Олександра Ставре Дренови, був вперше опублікований у Софії газетою «Свобода Албанії».

## Відомі люди

### Політики
- Риза Тевфік Белюкбаші — турецький філософ, поет, політик ліберального характеру та громадський лідер
- Василь Лупул — воєвода Молдови між 1634 і 1653 роками.

### Мистецтво та розваги
- Ліка Янко — болгарська художниця

### Спорт
- Лінда Зетчірі — болгарська бадмінтоністка[12]

### Виноски
1. ↑  Етнически малцинствени общности (Bulgarian) . Национален съвет за сътрудничество по етническите и демографските въпроси. Архів оригіналу за 22 березня 2013. Процитовано 18 лютого 2007.
2. ↑  Saldzhiev, 2019, с. 668.
3. ↑  Saldžiev, 2019, с. 240.
4. ↑  Гюзелев, pp. 45–47.
5. ↑  Гюзелев, p. 50.
6. ↑  Гюзелев, pp. 54–56.
7. ↑  Гюзелев, pp. 57–75.
8. ↑  Гюзелев, pp. 97–99.
9. ↑  Гюзелев, pp. 99–100.
10. ↑  Милетич, Л. Разорението на тракийските българи през 1913 г. София, 1918, с. 86.
11. ↑  Бобев, Боби; Тома Кацори (1998). Албанците в България (Bulgarian) . Архів оригіналу за 24 травня 2009. Процитовано 2 травня 2009.
12. ↑  Сестри Зечири: Слухът е много важен и в спорта. btv.bg. 2 червня 2019. Процитовано 17 липня 2021.